# Andrea Cesalpino
Andrea Cesalpino (latinizado como Andreas Caesalpinus) (Arezzo, Toscana, 6 de junho de 1519 – Roma, 23 de fevereiro de 1603) foi um filósofo, médico, naturalista e botânico italiano.

## Biografia
Cesalpino nasceu em Arezzo, Toscana. Como é relatado por Giuseppe Lais e Ugo Viviani com uma série de documentos importantes, e recentemente confirmado em um volume acadêmico dedicado a Cesalpino, ele provavelmente nasceu no outono de 1524 nos arredores de Arezzo.
Por seus estudos na Universidade de Pisa, seu instrutor em medicina foi R. Colombo (m. 1559), e em botânica o célebre Luca Ghini. Após concluir seu curso, lecionou filosofia, medicina e botânica por muitos anos na mesma universidade, além de fazer explorações botânicas em várias partes da Itália. Nesta época foram criados os primeiros jardins botânicos da Europa; o mais antigo em Pádua, em 1546; o seguinte, em Pisa, em 1547, por Ghini, que foi seu primeiro diretor. Ghini foi sucedido por Cesalpino, que tinha o comando do jardim de Pisa 1554-1558. Quando muito avançado em anos, Cesalpino aceitou um chamado para Roma como professor de medicina na Universidade de Roma La Sapienza e médico do Papa Clemente VIII. Não é certo se ele também se tornou o superintendente-chefe do jardim botânico romano, que havia sido construído por volta de 1566 por um de seus alunos mais célebres, Michele Mercati. Para o Jubileu de 1600, Cesalpino escreveu um texto sobre a história da Igreja, intitulado Historiae ecclesiasticae compendum usque ad Annum Jubilei MDC, mantido como manuscrito na Biblioteca Apostolica Vaticana em Roma (Vat. Lat. 35600), evidência de sua ortodoxia.

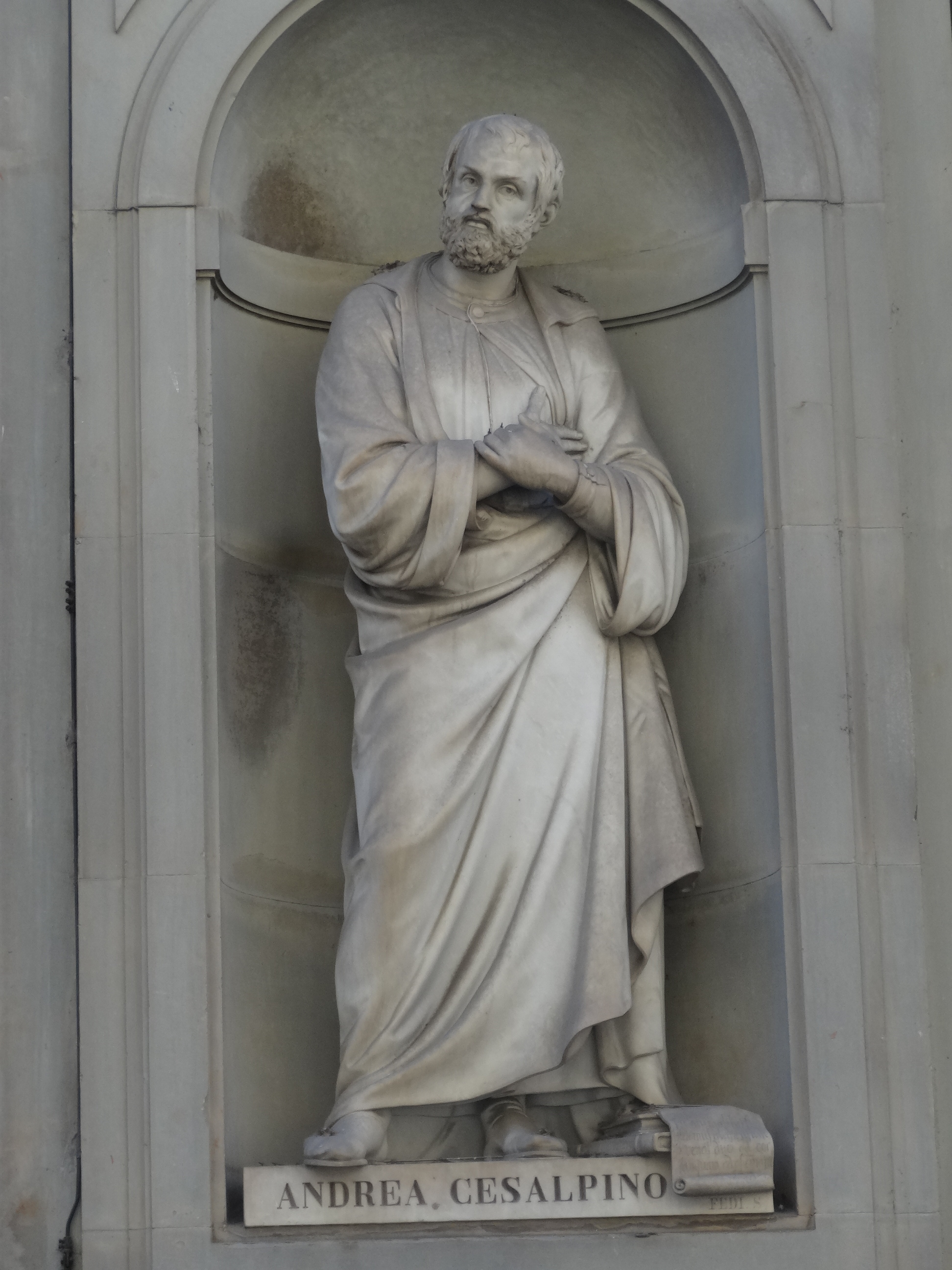
Estátua de Cesalpino entre a galeria de famosos toscanos no Loggiato dos Uffizi, esculpida por Pio Fedi

## Trabalho na Botânica
Sua publicação mais importante foi De plantis libri XVI (1583). A obra é dedicada ao grão-duque Francisco I de Médici. Ao contrário das "ervas" desse período, não contém ilustrações. A primeira seção, com trinta páginas da obra, é a parte de maior importância para a botânica em geral. Desde o início do século 17 até os dias atuais, os botânicos concordaram na opinião de que Cesalpino nesta obra, na qual tomou Aristóteles como guia, lançou as bases da morfologia e fisiologia das plantas e produziu a primeira classificação científica das plantas com flores. Três coisas, acima de tudo, dão ao livro o cunho da individualidade: o grande número de observações originais e agudas, especialmente sobre flores, frutos e sementes, feitas, além disso, antes da invenção do microscópio, a seleção dos órgãos de frutificação para a fundação de seu sistema botânico; enfim, o engenhoso e ao mesmo tempo estritamente filosófico manejo do rico material reunido pela observação. A seleção de sementes e recipientes de sementes de Cesalpino como critério primário para a classificação de plantas influenciou fortemente o trabalho classificatório de John Ray, um importante naturalista britânico do século XVII.  Após sua morte, um suplemento incompleto a esta obra, intitulado Appendix ad libros de plantis et quaestiones peripateticas (1603), foi publicado.
Cesalpino também é famoso na história da botânica como um dos primeiros botânicos a fazer um herbário; um dos herbários mais antigos ainda existentes é o que ele arranjou em 1563 para o bispo Alfonso Tornabuoni. Depois de muitas mudanças de fortuna, o herbário está agora no Museo di Storia Naturale di Firenze em Florença. Consiste em 260 folhas dispostas em três volumes encadernados em couro vermelho, e contém 768 espécies de plantas. Uma obra de algum valor para a química, mineralogia e geologia foi publicada por ele sob o título De metallicis libri tres (Roma, 1596). Isso depende principalmente da Methalloteca do Vaticano, e foi preparada por Mercati, que não pôde completá-la devido à sua morte precoce. Parte de sua matéria lembra as descobertas feitas no final do século XVIII, como as de Antoine Lavoisier e René Just Haüy, também mostra uma compreensão correta dos fósseis.

O frade franciscano Carlos Plumier deu o nome de Cæsalpinia a um gênero de planta e Lineu o manteve em seu sistema. Atualmente, este gênero inclui aproximadamente 10 espécies e pertence à família Fabaceae, subfamília Cæsalpinioideae, que contém um grande número de plantas úteis. Lineu em seus escritos frequentemente cita seu grande predecessor na ciência da botânica e elogia Cesalpino nas seguintes linhas:
Quisquis hic exstiterit primos concedat honores
Cæsalpine tibi primaque certa dabit.
A abreviatura padrão de autor Cesalpino é usada para indicar essa pessoa como o autor ao citar um nome botânico.

## Obras filosóficas
Todos os escritos de Cesalpino mostram o homem de gênio e o pensador profundo. Seu estilo, é verdade, é muitas vezes pesado, mas apesar da forma escolástica em que suas obras são lançadas, passagens de grande beleza ocorrem com frequência. Botânicos e fisiologistas modernos que não estão familiarizados com os escritos de Aristóteles acham os livros de Cesalpino obscuros; sua incapacidade de compreendê-los frequentemente os enganou em seu julgamento de sua realização.
Não apareceu um resumo abrangente dos resultados das investigações de Cesalpino, fundadas em um estudo crítico de todas as suas obras, nem uma edição completa de seus escritos. Sete deles são positivamente conhecidos, e a maioria dos sete foi impressa várias vezes, embora nenhuma tenha aparecido desde o século 17. Na lista a seguir, a data de publicação indicada é a da primeira edição.
Sua obra filosófica mais importante é Quaestionum peripateticarum libri V (1571). Cesalpino se mostra um dos mais eminentes e originais estudantes de Aristóteles no século 16. Seus escritos, no entanto, mostram traços da influência de Averróis, portanto, ele é um aristotélico averrósico; aparentemente ele também estava inclinado ao panteísmo, consequentemente ele foi incluído, mais tarde, nos espinosistas antes de Espinosa. Um protestante opositor das visões aristotélicas, Nicolau Taurellus escreveu várias vezes contra Cesalpino. A obra de Taurellus, intitulada Alpes cæsae, etc. (1597), é inteiramente dedicada a combater as opiniões de Cesalpino, como mostra a peça sobre o nome Cæsalpinus. Quase cem anos depois, as opiniões de Cesalpino foram novamente atacadas por Samuel Parker, em uma obra intitulada Disputationes de Deo et providentia divina (1678).
Cesalpino repetidamente afirmou a firmeza de seus princípios católicos e sua prontidão para reconhecer a falsidade de quaisquer opiniões filosóficas expostas por ele como doutrina aristotélica, que deveria ser contrária à revelação.

## O trabalho médico e fisiológico
As investigações fisiológicas de Cesalpino sobre a circulação do sangue são bem conhecidas, mas até hoje têm sido tantas vezes superestimadas quanto subvalorizadas. Um exame das várias passagens de seus escritos que se referem à questão mostra que, embora se deva dizer que Cesalpino havia penetrado mais no segredo da circulação do sangue do que qualquer outro fisiologista antes de William Harvey, ainda assim ele não havia alcançado um conhecimento profundo, baseado em pesquisas anatômicas, de todo o curso do sangue. Além da obra Quæstionum peripateticarum já mencionada, deve-se fazer referência ao Quaestionum medicarum libri duo (1593).

## Geologia
Como mencionado acima, o De metallicis libri tres (Roma, 1596) foi de valor para a mineralogia e geologia, mostrando uma compreensão correta dos fósseis. Os Princípios de Geologia de Charles Lyell afirmam que, em 1596,
Cesalpino, um botânico célebre, concebeu que conchas fósseis haviam sido deixadas na terra pelo mar, e se concretaram em pedra durante a consolidação do solo." 

## Honras e epônimos
O monge franciscano Charles Plumier deu o nome de Caesalpinia um gênero e Linnaeus manteve esse nome em sua classificação do reino vegetal. Hoje esse gênero inclui cerca de 150 espécies e é classificado na família Fabaceae, subfamília Caesalpinioideae (também conhecido como uma família independente Caesalpiniaceae concebido), que contém um grande número de plantas úteis.
- Butomus Caesalpinia Neck. (Butomaceae) (sinonimo de Butomus umbellatus L., Zwanebloem)
- Rapunculus caesalpini Bubani (Campanulaceae) (sinonimo de Phyteuma michelii All.)
- Cepaea caesalpini Fourr. (Crassulaceae) (sinonimo de Sedum cepaea L.)
- Emerus caesalpina Medik. (Fabaceae) (status onduidelijk)
- Polygala caesalpini Bubani (sinonimo de Polygala nicaeensis subsp. caesalpini (Bubani) McNeil)
- Phoradendron caesalpiniae Ule (Santalaceae)